# Micropera rostrata
Micropera rostrata là một loài thực vật có hoa trong họ Lan. Loài này được (Roxb.) N.P.Balakr. mô tả khoa học đầu tiên năm 1970.